# Aeroportul Stella Maris
Aeroportul Stella Maris (IATA: SML, ICAO: MYLS) este un aeroport din Long Island, Bahamas ce deservește zona Long Island.
Situat la o altitudine de 4 m, aeroportul dispune de o singură pistă.